# Харрис, Джеймс (спринтер)
Джеймс Ха́ррис (англ. James Harris; 18 сентября 1991) — американский легкоатлет, чемпион мира.

## Карьера
На чемпионате мира в Москве в 2013 году Джеймс Харрис принял участие в предварительном забеге эстафеты 4×400 метров. В финале Харрис и Джошуа Манс не участвовали, однако тоже получили золотые медали.